# Roger Stoneburner
Roger Stoneburner, född 1962 i Palo Alto, är en amerikansk stuntman och skådespelare. Stoneburner har bland annat spelat Jokern i Gothams änglar (Birds of Prey).